# WJBL 2015-16

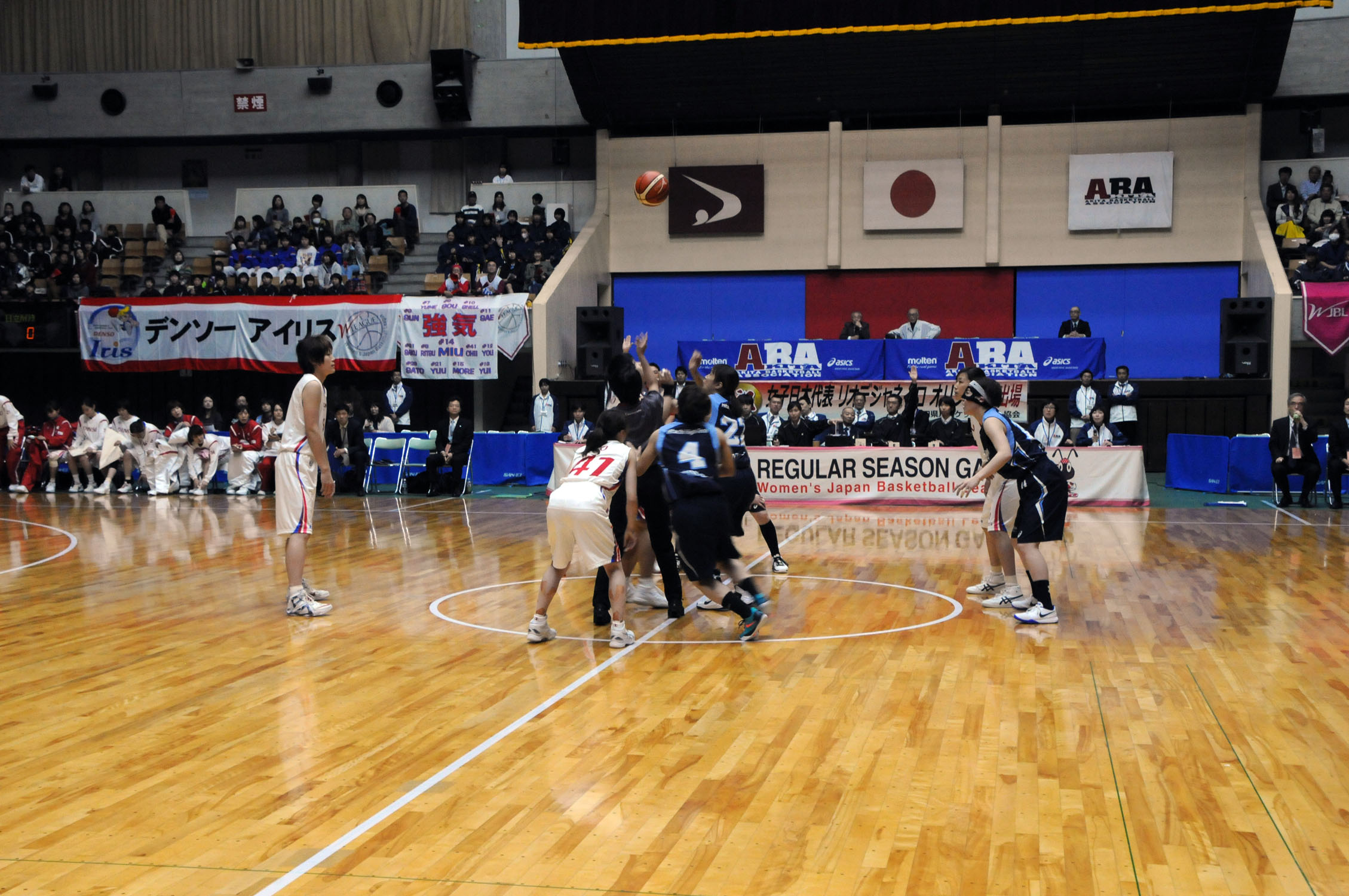
WJBL 15-16レギュラーリーグ、デンソー対日立ハイテク、秋田県立体育館。

WJBL 2015-16（第17回Wリーグ）は、2015年10月9日から2016年3月15日まで、日本各地で行われたバスケットボールリーグ。JX-ENEOSサンフラワーズが8シーズン連続19回目の優勝を達成した。

## 参加チーム
- JX-ENEOSサンフラワーズ
- 富士通レッドウェーブ
- デンソーアイリス
- トヨタ自動車アンテロープス
- シャンソン化粧品シャンソンVマジック
- 三菱電機コアラーズ
- トヨタ紡織サンシャインラビッツ
- アイシン・エィ・ダブリュ ウィングス
- 新潟アルビレックスBBラビッツ
- 羽田ヴィッキーズ
- 日立ハイテク クーガーズ

## 競技方法

### レギュラーシーズン
- 2015年10月9日から12月20日にかけて11チームによる2回戦総当たりの1次ラウンドを行い、2016年1月に開催される全日本総合バスケットボール選手権大会（オールジャパン）による中断期間を挟んで1月23日から2月7日まで2次ラウンドを行う。2次ラウンドは(1)上位リーグ…レギュラーシーズンの上位5チームによる1回戦総当たり（1次ラウンドの勝率持ち越し）(2)下位リーグ…レギュラーシーズンの下位6チームによる1回戦総当たり（1次ラウンドの勝率は持ち越さず）で行われる[1]。
- 順位決定方法[1]
  - 1 - 勝率
  - 2 - 2チーム以上が同勝率のときは以下の順による
    - (1) 当該チーム間の対戦勝率
    - (2) 当該チーム間の対戦ゴールアベレージ
    - (3) リーグ戦全戦のゴールアベレージ

### プレーオフ

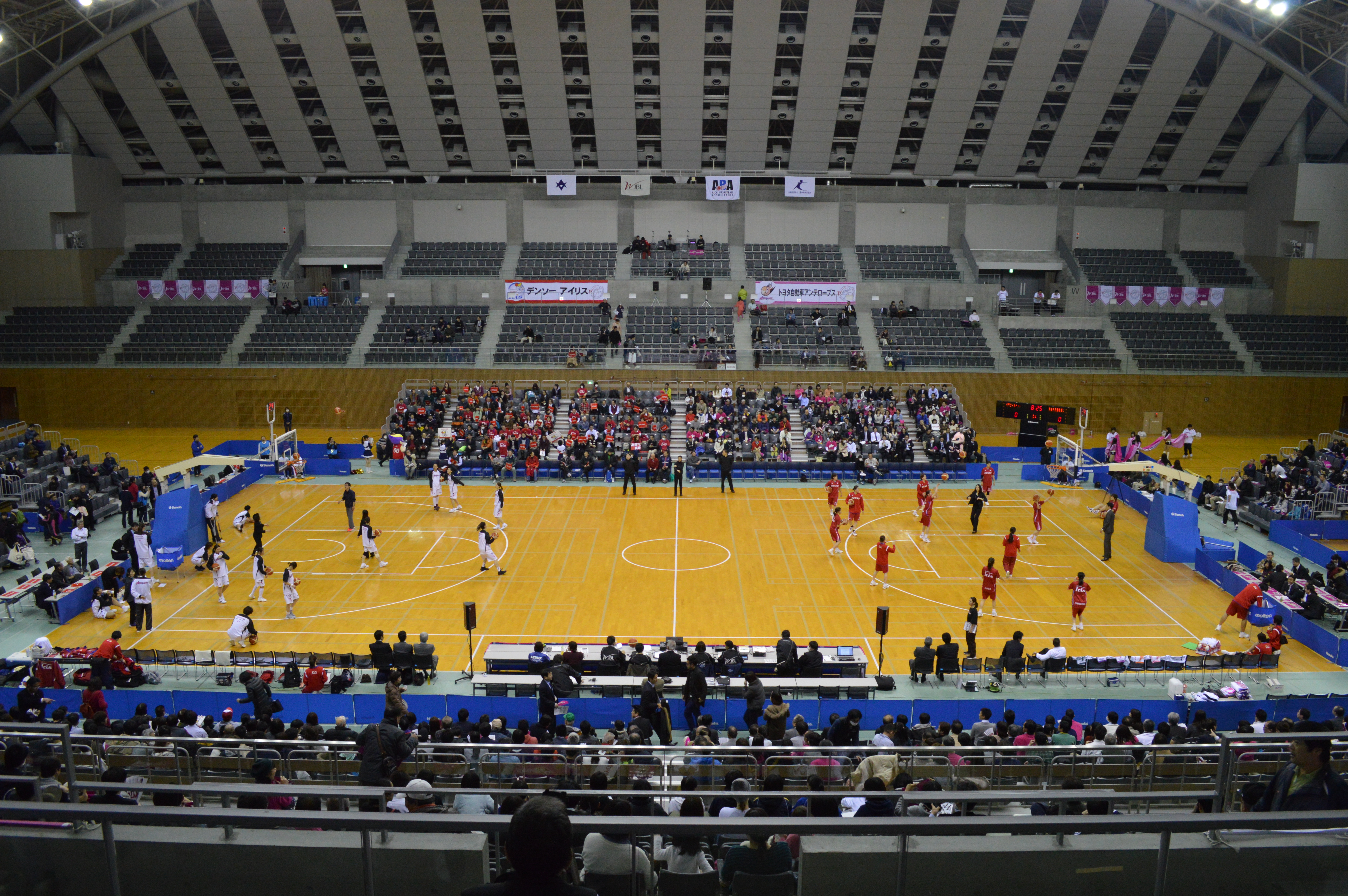
WJBL 15-16プレーオフクォーターファイナル、トヨタ対デンソー、スカイホール豊田。

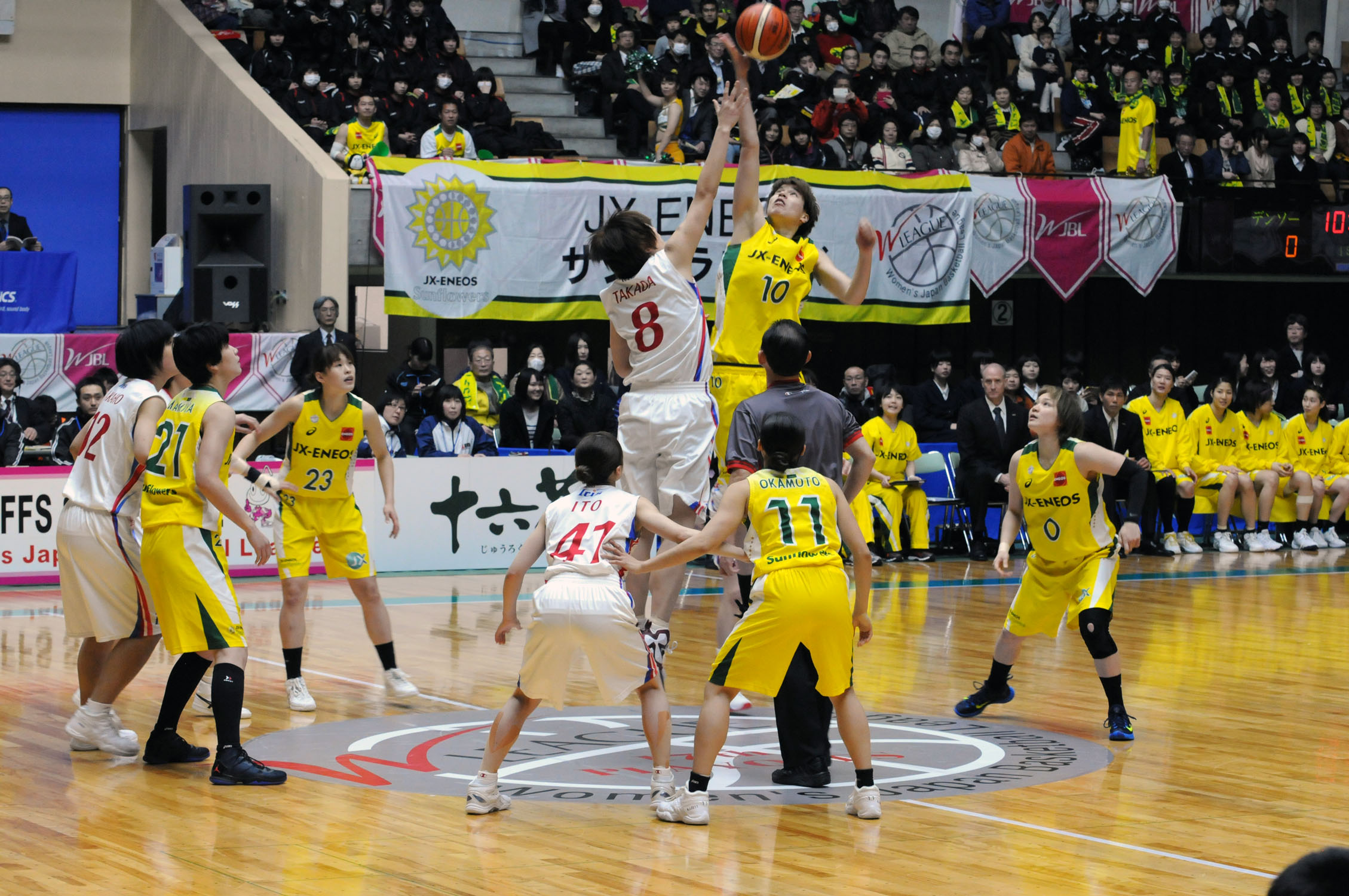
WJBL 15-16プレーオフセミファイナル、デンソー対JX-ENEOS、秋田県立体育館。

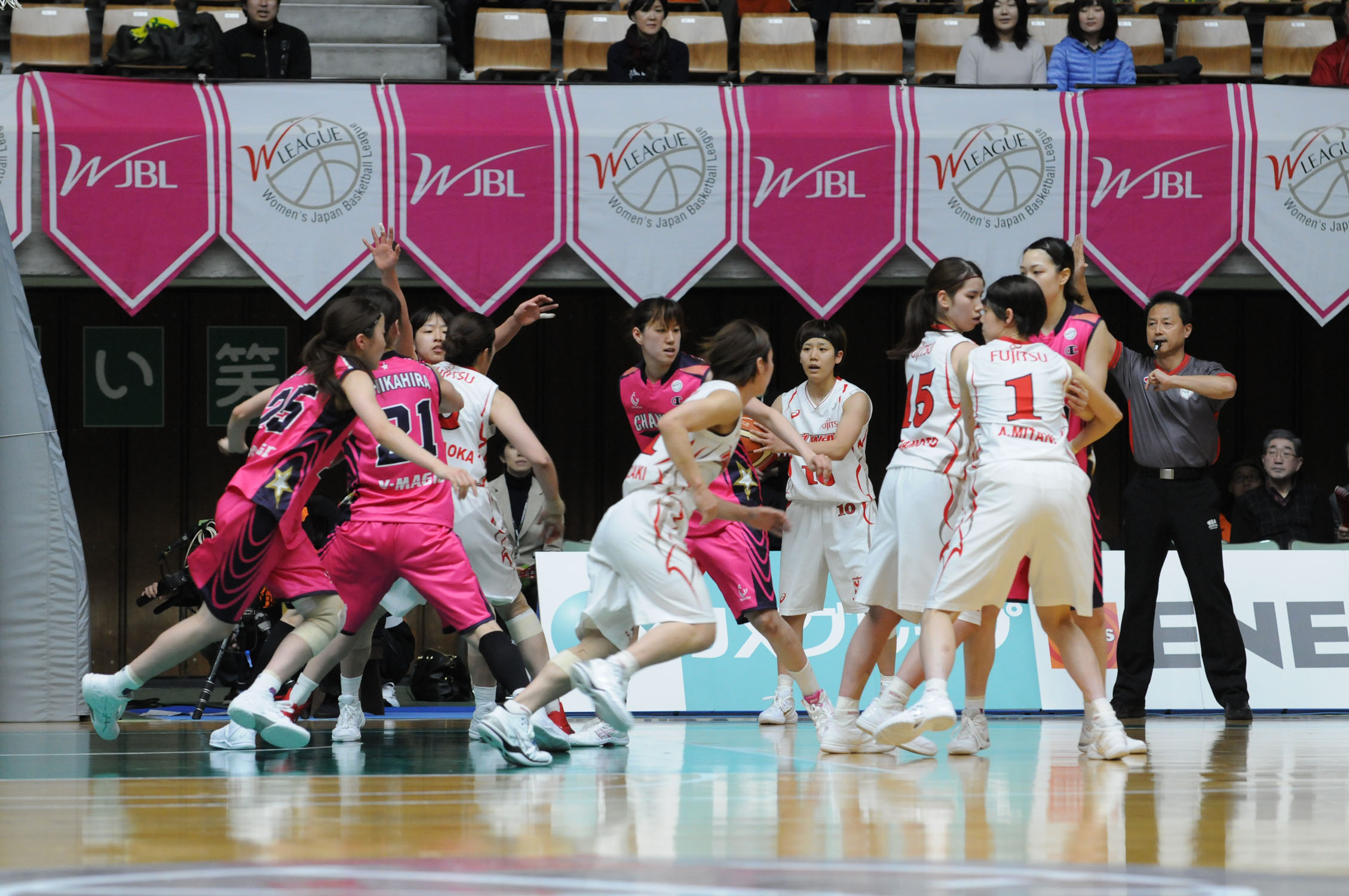
WJBL 15-16プレーオフセミファイナル、富士通対シャンソン、秋田県立体育館。

- プレーオフは2月20日から22日まで2次ラウンド上位リーグ5チームに下位リーグの上位3チームを加えた8チームによる3戦2先勝方式のクォーターファイナルを行い、2月27日から3月1日までクォーターファイナルの勝者4チームによる3戦2先勝方式のセミファイナルを行う。セミファイナル勝者によるファイナルは3月10日から3月17日にかけて5戦3先勝方式で開催される[2]。
- 最終順位はファイナルの勝者が1位、敗者が2位となる。セミファイナル敗退の2チームは、レギュラーシーズンの順位が上位のチームが最終順位3位となる。5～8位はクォーターファイナルの敗者でレギュラーシーズンの勝率順、9～11位はレギュラーシーズンの勝率順[2]。

## 結果

### レギュラーリーグ順位
| 順位 | チーム名                            | 成績     | 勝率  |
| ---- | ----------------------------------- | -------- | ----- |
| 1    | JX-ENEOSサンフラワーズ              | 20勝4敗  | 0.833 |
| 2    | 富士通レッドウェーブ                | 18勝6敗  | 0.750 |
| 3    | シャンソン化粧品シャンソンVマジック | 17勝7敗  | 0.708 |
| 4    | デンソーアイリス                    | 16勝8敗  | 0.667 |
| 5    | トヨタ自動車アンテロープス          | 16勝8敗  | 0.667 |
| 6    | トヨタ紡織サンシャインラビッツ      | 10勝10敗 | 0.500 |
| 7    | アイシン・エィ・ダブリュ ウィングス | 9勝11敗  | 0.450 |
| 8    | 三菱電機コアラーズ                  | 8勝12敗  | 0.400 |
| 9    | 羽田ヴィッキーズ                    | 3勝17敗  | 0.150 |
| 10   | 日立ハイテク クーガーズ             | 3勝17敗  | 0.150 |
| 11   | 新潟アルビレックスBBラビッツ        | 0勝20敗  | 0.000 |

- 4位-5位、9位-10位は当該チーム間の対戦勝率による。

### プレーオフ
クォーターファイナル
| 戦 | 勝者                                             | スコア | 敗者                                          | 会場                           |
| -- | ------------------------------------------------ | ------ | --------------------------------------------- | ------------------------------ |
| 1  | JX-ENEOSサンフラワーズ （レギュラーシーズン1位） | 91-69  | アイシン・エィ・ダブリュ ウィングス （同7位） | いちき串木野市総合体育館       |
| 2  | JX-ENEOSサンフラワーズ （レギュラーシーズン1位） | 84-48  | アイシン・エィ・ダブリュ ウィングス （同7位） | 鹿児島県総合体育センター体育館 |
| 1  | 富士通レッドウェーブ （同2位）                   | 52-55  | 三菱電機コアラーズ （同8位）                  | いちき串木野市総合体育館       |
| 2  | 富士通レッドウェーブ （同2位）                   | 66-54  | 三菱電機コアラーズ （同8位）                  | 鹿児島県総合体育センター体育館 |
| 3  | 富士通レッドウェーブ （同2位）                   | 61-51  | 三菱電機コアラーズ （同8位）                  | 鹿児島県総合体育センター体育館 |
| 1  | シャンソンVマジック （同3位）                    | 78-60  | トヨタ紡織サンシャインラビッツ （同6位）      | スカイホール豊田               |
| 2  | シャンソンVマジック （同3位）                    | 83-66  | トヨタ紡織サンシャインラビッツ （同6位）      | スカイホール豊田               |
| 1  | デンソーアイリス （同4位）                       | 52-47  | トヨタ自動車アンテロープス （同5位）          | スカイホール豊田               |
| 2  | デンソーアイリス （同4位）                       | 53-64  | トヨタ自動車アンテロープス （同5位）          | スカイホール豊田               |
| 3  | デンソーアイリス （同4位）                       | 59-51  | トヨタ自動車アンテロープス （同5位）          | スカイホール豊田               |

セミファイナル
| 戦 | 勝者                                             | スコア | 敗者                          | 会場           |
| -- | ------------------------------------------------ | ------ | ----------------------------- | -------------- |
| 1  | JX-ENEOSサンフラワーズ （レギュラーシーズン1位） | 71-56  | デンソーアイリス （同4位）    | 秋田県立体育館 |
| 2  | JX-ENEOSサンフラワーズ （レギュラーシーズン1位） | 79-71  | デンソーアイリス （同4位）    | 秋田県立体育館 |
| 1  | 富士通レッドウェーブ （同2位）                   | 61-65  | シャンソンVマジック （同3位） | 秋田県立体育館 |
| 2  | 富士通レッドウェーブ （同2位）                   | 64-58  | シャンソンVマジック （同3位） | 秋田県立体育館 |
| 3  | 富士通レッドウェーブ （同2位）                   | 51-49  | シャンソンVマジック （同3位） | 秋田県立体育館 |

ファイナル
| 戦 | 勝者                                             | スコア | 敗者                           | 会場                       |
| -- | ------------------------------------------------ | ------ | ------------------------------ | -------------------------- |
| 1  | JX-ENEOSサンフラワーズ （レギュラーシーズン1位） | 71-54  | 富士通レッドウェーブ （同2位） | 松本市総合体育館           |
| 2  | JX-ENEOSサンフラワーズ （レギュラーシーズン1位） | 78-103 | 富士通レッドウェーブ （同2位） | 尾瀬スポーツ公園体育館     |
| 3  | JX-ENEOSサンフラワーズ （レギュラーシーズン1位） | 72-59  | 富士通レッドウェーブ （同2位） | 国立代々木競技場第二体育館 |
| 4  | JX-ENEOSサンフラワーズ （レギュラーシーズン1位） | 75-66  | 富士通レッドウェーブ （同2位） | 国立代々木競技場第二体育館 |

### 優勝・準優勝メンバー
| 優勝メンバー | 準優勝メンバー |
| JX-ENEOSサンフラワーズ | 富士通レッドウェーブ |
| --- | --- |
| - 0 吉田亜沙美 - 2 木林稚栄 - 3 山田愛 - 8 小山真実 - 10 渡嘉敷来夢 - 11 岡本彩也花 - 13 西山詩乃 - 15 川上麻莉亜 - 21 間宮佑圭 - 22 中村優花 - 23 大沼美琴 - 32 宮崎早織 - 52 宮澤夕貴 | - 0 長岡萌映子 - 1 三谷藍 - 5 曽我部奈央 - 8 佐藤梓 - 10 町田瑠唯 - 11 篠崎澪 - 12 篠原恵 - 13 加藤夕貴 - 14 橋詰まり - 15 山本千夏 - 21 小沼めぐみ - 32 永井菜摘 |

### 最終順位
| 順位 | チーム名                            |
| ---- | ----------------------------------- |
| 1    | JX-ENEOSサンフラワーズ              |
| 2    | 富士通レッドウェーブ                |
| 3    | シャンソン化粧品シャンソンVマジック |
| 4    | デンソーアイリス                    |
| 5    | トヨタ自動車アンテロープス          |
| 6    | トヨタ紡織サンシャインラビッツ      |
| 7    | アイシン・エィ・ダブリュ ウィングス |
| 8    | 三菱電機コアラーズ                  |
| 9    | 羽田ヴィッキーズ                    |
| 10   | 日立ハイテク クーガーズ             |
| 11   | 新潟アルビレックスBBラビッツ        |

## アウォード
| 部門                       | 受賞者     | チーム   |
| -------------------------- | ---------- | -------- |
| プレーオフMVP              | 吉田亜沙美 | JX-ENEOS |
| レギュラーシーズンMVP      | 渡嘉敷来夢 | JX-ENEOS |
| ルーキー・オブ・ザ イヤー  | 赤穂さくら | デンソー |
| コーチ・オブ・ザ・イヤー   | 佐藤清美   | JX-ENEOS |
| レフリー・オブ・ザ・イヤー | 渡邊整     |          |

ベスト5
| ポジション         | 受賞者     | チーム           |
| ------------------ | ---------- | ---------------- |
| ガード             | 吉田亜沙美 | JX-ENEOS         |
| ガードフォワード   | 本川紗奈生 | シャンソン化粧品 |
| フォワード         | 山本千夏   | 富士通           |
| センターフォワード | 渡嘉敷来夢 | JX-ENEOS         |
| センター           | 間宮佑圭   | JX-ENEOS         |

リーダーズ
| 部門                   | 受賞者     | チーム   | 記録    |
| ---------------------- | ---------- | -------- | ------- |
| 得点                   | 髙田真希   | デンソー | 19.25点 |
| アシスト               | 吉田亜沙美 | JX-ENEOS | 7.35本  |
| リバウンド             | 高田真希   | デンソー | 10.30本 |
| スティール             | 渡邉亜弥   | 三菱電機 | 3.10本  |
| ブロックショット       | 渡嘉敷来夢 | JX-ENEOS | 2.40本  |
| フィールドゴール成功率 | 渡嘉敷来夢 | JX-ENEOS | 62.85%  |
| フリースロー成功率     | 間宮佑圭   | JX-ENEOS | 88.54%  |
| 3P成功率               | 佐藤梓     | 富士通   | 54.05%  |

## 備考
- オールスター戦が13年ぶりに開催された。
- 2015年11月29日に愛知県豊橋市豊橋総合体育館で開催されたシャンソン化粧品シャンソンVマジック対デンソーアイリス戦において審判による不利益な判定が行われたとしてシャンソン化粧品シャンソンVマジックが当該試合の審判員を提訴した[4][5][6]。